# Östermalm
Östermalm er en bydel i Stockholms indre by. Östermalm er både betegnelsen for et kvarter i byen og for en administrativ bydel.

## Östermalms område
Östermalm er placeret i den nordøstlige del af Stockholms indre by, øst for Kungsholmen og nordøst for Gamla Stan.
Östermalm afgrænses i vest af Birger Jarlsgatan i hele dennes længde, Valhallavägen, derefter i en linje ned til Djurgådsbrunnsviken og i vandet til Nybroviken.

## Historie
Östermalm blev tidligere omtalt som Ladugårdslandet på grund af de fire kongelige ladegårde, der fandtes i området: Medelby, Kaknäs, Unnanrör og Vädla. I dag er det kun navnet Kaknäs, der i navnet Kaknästorget lever videre i bymiljøet.
I 1640 blev den første byplan for Östermalm lagt, hvilket i første omgang omfattede gaderne frem til det nuværende Östermalmstorg. På denne tid var Östermalm et populært udflugtsmål for beboerne på den lille og tæt befolkede Stadsholmen. Men efterhånden blev Ladugårdslandet kendt som bosted for fattige, og kvarteret blev kendt som en beskidt og uhumsk bydel.
Med den voksende velstand blev stedet dog efterhånden mere og mere eftertragtet og for at symbolisere en afstandtagen til det gamle, kompromitterede navn, besluttede man i 1885 at omdøbe området til Östermalm.
I løbet af det 20. århundrede har Östermalm udviklet sig til et område med en høj status. År efter år finder man her de højeste ejendomspriser i Sverige. Et stort antal ledende personligheder inden for erhvervsliv, forvaltning og underholdningsbranchen bor her.
59°20′12.1″N 18°5′7.16″Ø / 59.336694°N 18.0853222°Ø